# Зак Гартінґ
Зак Гартінґ (англ. Zach Harting, 27 серпня 1997) — американський плавець.
Учасник Олімпійських Ігор 2020 року, де в півфіналах на дистанції 200 метрів батерфляєм посів 9-те місце і не потрапив до фіналу.